# Machilus pauhoi
Machilus pauhoi är en lagerväxtart som beskrevs av Ryozo Kanehira. Machilus pauhoi ingår i släktet Machilus och familjen lagerväxter. Inga underarter finns listade i Catalogue of Life.